# Agua potable y saneamiento en Honduras
La cobertura de servicios de abastecimiento de agua y saneamiento en Honduras ha aumentado significativamente durante las últimas décadas pero los servicios evidencian deficiencias en cuanto a su calidad y eficiencia y todavía persisten las brechas en cobertura, sobre todo en las zonas rurales.
En 2003 se aprobó una nueva Ley Marco del Sector de Agua Potable y Saneamiento. Esta ley prevé la descentralización de los servicios de la empresa nacional Servicio Autónomo Nacional de Acueductos y Alcantarillados (SANAA) a los municipios. También crea un ente rector y un regulador del sector.
Sin embargo, las nuevas instituciones no son aún lo suficientemente fuertes y la descentralización ha sido un proceso lento. Hace falta también una política de financiamiento en el sector.

## Acceso
Los datos sobre el acceso a agua y saneamiento en Honduras varían mucho según la fuente de información. Por ejemplo, según la encuesta permanente de hogares del 2006, 81% de las viviendas tenían acceso a agua y 86% de las viviendas tenían acceso a saneamiento. En esta estimación las cifras sobre el acceso a saneamiento son mucho más altas que las cifras manejadas por el Joint Monitoring Program de la OMS y Unicef en la tabla abajo.
|             |                         | Urbano (46% de la población) | Rural (54% de la población) | Total |
| ----------- | ----------------------- | ---------------------------- | --------------------------- | ----- |
| Agua        | Definición amplia       | 95%                          | 81%                         | 87%   |
| Agua        | Conexiones domiciliares | 91%                          | 62%                         | 75%   |
| Saneamiento | Definición amplia       | 87%                          | 54%                         | 69%   |
| Saneamiento | Alcantarillado          | 66%                          | 11%                         | 36%   |

Fuente: Programa de Monitoreo Conjunto OMS/UNICEF(JMP/2006). Datos para agua y saneamiento basados en la Encuesta Nacional de Salud Masculina (2001).
Para más información: Cobertura de agua y saneamiento en Honduras

## Calidad del servicio
La calidad del servicio, comparada a la de otros países de América Latina, es baja.
En áreas urbanas, en 2006 el agua potable era desinfectada en el 75% de los sistemas y sólo se daba tratamiento al 10% del agua residual recolectada en 2006. En general el servicio de agua es racionado, evidenciando falta de capacidad de las fuentes de suministro, un consumo excesivo, o ambos. Se estimó en 2012 que en el promedio en 1,002 comunidades rurales el servicio de agua se brindó por 16 horas diarios. Ese compara bien a la continuidad del servicio estimada por parte de la OMS que señala que en el año 2000, el 98% de los sistemas urbanos de agua de Honduras trabajaban intermitentemente durante un promedio de 6 horas al día.
En áreas rurales, se estima que en el 2004 un tercio de los sistemas prestaban un servicio continuo de 24 horas diarias, siete días de la semana. El 80% brindaba más de diez horas diarias de servicio. El 57% de los usuarios afirman tener racionamientos en época seca. El 88% de los sistemas no contaban con un hipocloardor funcional y solo el 12% de los sistemas suministraban agua desinfectada.

## Recursos hídricos

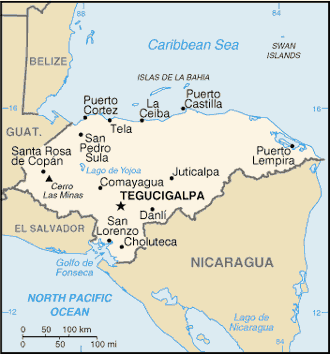
Mapa de Honduras.

El país tiene un potencial hídrico de 1,542 m³/s, pero en 2006 solo usó 88,5 m³/s (6%) para consumo, incluidos 75 m³/s para el riego y 13,5 m³/s para el uso doméstico e industrial. Existen altos niveles de contaminación.
Tegucigalpa tiene serios problemas de abastecimiento de agua. La ciudad se abastece de tres fuentes principales con una cantidad total de 55 millones de m³ en 1996:
- la represa La Concepción en el sudoeste de la capital (35 millones de metros cúbicos de almacenamiento, ~45% del abastecimiento),
- la represa Los Laureles en el Río Guacerique al oeste de la zona metropolitana de Tegucigalpa,(10 millones de m³ de almacenamiento, ~30% del abastecimiento) y
- las fuentes en El Picacho, en el parque nacional La Tigra al noreste de la capital (~20% del abastecimiento).[10]

El caudal de las fuentes en El Picacho ha disminuido a causa de la deforestación en el parque nacional La Tigra. En el caso de la represa Los Laureles, la deforestación en la cuenca del Río Guacerique ha aumentado la sedimentación del reservorio, disminuyendo su capacidad de abastecimiento. Además de esto la urbanización de la cuenca ha aumentado la polución del agua en el reservorio.
Se estimó en un estudio de 1998 que la demanda para abastecer Tegucigalpa en el año 2010 sería aproximadamente entre 78 y 102 millones m³, si no se toman medidas para el ahorro de agua. Según información del SANAA se requiere la construcción de dos represas adicionales con una capacidad de 100 millones de metros cúbicos cada una para abastecer la capital. El déficit de agua en la ciudad sería del 50 por ciento.

Áreas rurales. Existen un poco más de 5,000 sistemas de agua rural que son abastecidos:
| Fuente             | Porcentaje |
| ------------------ | ---------- |
| Manantiales        | 57%        |
| Quebradas          | 34%        |
| Ríos               | 5%         |
| Aguas subterráneas | 4%         |

Los sistemas de abastecimiento de agua por gravedad representan el 93 % del número total de sistemas construidos. Los sistemas por bombeo y mixtos representan un 4,5 % en total. La población rural dispersa depende en gran medida de pozos excavados, estimados aproximadamente en 15,000. sobre la base de datos del Sistema de Información de Agua Rural (SIAR) del SANAA.
Actualmente se está planificando una Ley General de Aguas para mejorar la gestión integrada de los recursos hídricos.

## Consumo de agua
El consumo de agua per cápita en Honduras experimenta grandes fluctuaciones de una localidad a otra, y entre estaciones. Por ejemplo, en Tegucigalpa – que enfrenta grandes problemas de abastecimiento - el consumo asciende a 172 L/por persona/día, mientras que en los sistemas municipales pequeños es de 545 litros/por persona/día. En 2012 el ERSAPS estimó el promedio de consumo en 70 ciudades a 231 litros por persona por día. Al menos en las zonas urbanas, el consumo es mucho mayor que, por ejemplo, en Europa Central, donde asciende a 135-200 litros/por persona/día.

## Historia del sector
- 1961 Creación del SANAA
- 1990 Creación de la AHJASA (Asociación Hondureña de Juntas Administradoras de Agua y Saneamiento)
- 1995 Instalación del primer alcantarillado simplificado en Honduras en la ciudad de Tegucigalpa
- 1995 Transferencia del servicio y acueducto del SANAA al municipio de Puerto Cortés
- 1998 Huracán Mitch
- 2000 Concesión privada de los servicios de agua y saneamiento en San Pedro Sula
- 2003 Ley Marco de 2003, según la cual en el año 2008 el SANAA debería haber transferido la gestión de los servicios de Agua y Saneamiento, así como los acueductos a las municipalidades respectivas y transformarse a sí misma en una dependencia que brinde asistencia técnica a las Municipalidades y Juntas. La nueva estructura del sector, contemplada en la ley de 2003, se encuentra aún en proceso de puesta en marcha; las nuevas instituciones todavía son débiles y continúan tratando de adaptarse a sus nuevas labores y fortalecer el papel que la ley les confiere.
- 2004 Creación del ERSAPS y del CONASA
- 2006: El gobierno emitió un Plan Estratégico para la Modernización del Sector Agua Potable y Saneamiento (PEMAPS)]a fin de fortalecer la descentralización de los servicios.[15]
- 2008: El Congreso Nacional reforma el artículo n.º 48 de la Ley Marco de Agua Potable y Saneamiento, posponiendo la entrega de 19 acueductos pendientes de traspaso a los Municipios, al año 2013. Decreto No.112-2008, publicado en el Diario Oficial La Gaceta n.º 31,744.
- 2008: En octubre, el SANAA traspasa el acueducto de Siguatepeque a Aguas de Siguatepeque, una unidad administrativa desconcentrada de la municipalidad.[16]
- 2009: En noviembre, el SANAA traspasa el acueducto de Comayagua a Servicios Aguas de Comayagua, una unidad administrativa desconcentrada de la municipalidad.
- 2017: Se prevé el traspaso del acueducto del Distrito Central a la Alcaldía Municipal del Distrito Central (Administración Nasry Asfura)[17]

## Responsabilidad por el abastecimiento de agua y el saneamiento

### Política y regulación: El CONASA y el ERSAPS
De acuerdo con la Ley Marco del Sector Agua del 2003, las políticas sectoriales son definidas por el Consejo Nacional de Agua Potable y Saneamiento (CONASA), el cual es presidido por el ministro de Salud. La regulación es responsabilidad del Ente Regulador de los Servicios de Agua Potable y Saneamiento (ERSAPS).
Antes de promulgarse la Ley del Sector de Agua y Saneamiento no existía el marco regulatorio para su aplicación en procesos descentralizados como los desarrollados en las ciudades de San Pedro Sula y Puerto Cortés. Con el propósito de crear un proceso sostenible, se constituyeron localmente instancias reguladoras de los contratos de concesión de los servicios de agua potable y saneamiento, tal como sucedió en la ciudad de Puerto Cortés donde se creó un ente regulador a nivel municipal que incluye representantes de la sociedad civil seleccionados por sus respectivos colegios profesionales (médicos, ingenieros y abogados). Hasta 2012 se han constituido 70 instancias de regulación al nivel local, nombradas Unidades de Supervisión y Control Local (USCL) y Comisiones Municipales de Agua y Saneamiento (COMAS), constituidos por voluntarios. Cada de estas instancias locales tiene el apoyo de un Técnico en Regulación y Control (TRC) que actúa como Secretario Ejecutivo de la USCL y de la COMAS.

### Prestación del servicio: Municipios y Juntas de Agua
La prestación de los servicios de abastecimiento de agua y saneamiento es responsabilidad de los siguientes organismos:
- Las municipalidades y sus prestadores de servicios municipales en la mayoría de las zonas urbanas,
- El SANAA en 13 ciudades incluida Tegucigalpa (en 2013) pese a la obligación de traspasar el servicio a los municipios hasta 2013,
- Una empresa privada concesionada por la municipalidad en San Pedro Sula,
- Organizaciones comunitarias (Juntas Administradoras de Agua - JAAs) en las zonas rurales y en algunos barrios marginales urbanos.

Todos los sistemas urbanos de agua son públicos, salvo en San Pedro Sula, donde la ciudad ha suscrito en el 2000 un contrato de concesión para 30 años con un concesionario privado, y en Puerto Cortés en 1999 y en Choloma, donde los gobiernos locales han creados empresas mixtas.

### Asistencia técnica: El SANAA
El Servicio Autónomo Nacional de Acueductos y Alcantarillados SANAA era el operador de los sistemas urbanos de agua y alcantarillado sanitario. Transfirió esta responsabilidad de manera gradual durante una década a los municipios en cumplimento de la Ley Marco del Sector de Agua Potable y Saneamiento de 2003. Según la ley es el ente técnico para apoyo de las municipalidades, Juntas de Agua y al Ente Regulador. Para este fin realizará
estudios y es responsable de la "promoción y supervisión de instalaciones regionales".

### Otras instituciones

#### El Fondo Hondureño de Inversión Social
El Fondo Hondureño de Inversión Social (FHIS Archivado el 27 de agosto de 2004 en Wayback Machine.) desempeña un rol importante en el sector, puesto que una gran proporción de los fondos nacionales y de donantes destinados a Agua y Saneamiento se canalizan a través de esta entidad.

#### La Red de Agua y Saneamiento de Honduras
La Red de Agua y Saneamiento de Honduras (RAS-HON) es una instancia de diálogo y consulta para mejorar la coordinación inter.-institucional, compartir experiencias y promover tecnologías apropiadas, aglutinando miembros de la sociedad civil, gobierno y cooperantes. Su accionar se basa en tres líneas estratégicas: -incidencia política, fortalecimiento institucional y gestión del conocimiento.
Esta última línea estratégica de gestión del conocimiento se impulsa a través de un Centro de Recursos en Agua y Saneamiento denominado el Centro Hondureño de Recursos En Conocimiento e Información en Agua y Saneamiento (CHRECIAS)
Un Centro de Recursos es ‘una organización o red de organizaciones que provee servicios de apoyo al sector de agua y saneamiento, en forma independiente, haciendo que el conocimiento y la información sean accesibles a los diferentes actores del sector, en función de las demandas específicas, de tal manera que cada uno de ellos la pueda utilizar’ (IRC 2006) Archivado el 5 de noviembre de 2008 en Wayback Machine.

#### Asociaciones de Juntas
Las Juntas administradoras de agua rurales de Honduras han creado en 1990 una asociación nacional: la Asociación Hondureña de Juntas Administradoras de Sistemas de Agua (AHJASA) para proteger sus intereses. En 2004 contaba con una membresía de 500 Juntas en 8 departamentos, representando 380.000 usuarios. Las Juntas pagan entre el 10 y el 15% de los ingresos de tarifas a la asociación.
Así existen 50 Asociaciones de Juntas de Agua Municipales (AJAMs). Algunas AJAMs también reciben una parte de los ingresos tarifarios de las Juntas locales miembros de la AJAM, correspondiente a aproximadamente 5% de los ingresos. Algunas Asociaciones operan bancos de cloro para sus miembros.

#### Mancomunidades
Además, la mayoría de las municipalidades están asociadas en Mancomunidades, muchas de las cuales han formado unidades técnicas intermunicipales (UTIs) encargadas de la administración de proyectos de inversión. El Proyecto de Infraestructura Rural (PIR) del FHIS da apoyo a seis de estas Mancomunidades.
Véase también: Listado de Mancomunidades de Honduras

#### Organizaciones no gubernamentales
Existen muchas Organizaciones No Gubernamentales ONGs activas en el sector AYS. Entre ellas están (sin ser exhaustivo):
- Agua Para el Pueblo (APP)
- CARE PASOS 3 (Proyecto de Agua y Saneamiento Sostenible),
- Catholic Relief Services (CRS),
- Fundación Agua para Todos (FUNDAPAT)
- Fundación Vida
- Geólogos del Mundo (World Geologists),
- Ingeniería Sin Fronteras
- PLAN de Honduras,
- Proyecto Aldea Global (Global Village),
- Save the Children,
- Visión Mundial (World Vision) y
- Water for the People (Agua para el Pueblo)
- Solidaridad Internacional-SI- http://www.solidaridad.org
- Agua Pura para el Mundo (APPM)

La Fundación Agua para Todos (FUNDAPAT), creada en 1992 en base de una iniciativa de UNICEF, SANAA, la Cámara de Comercio y de Industria de Tegucigalpa y de la Asociación de Medios de Comunicación (AMC). FUNDAPAT ha logrado extender servicios de agua potable a 105,000 personas en 104 comunidades, principalmente en el área metropolitana de Tegucigalpa. Las comunidades pagan la inversión sin intereses en un fondo rotatorio para mantener el capital de la Fundación y permitir la extensión del servicio a otros barrios. SANAA ha creado una unidad especial para apoyar estos proyectos en barrios pobres.
Desde hace más de cinco años, Geólogos del MundoWeb:, contando con la contraparte Hondureña ASIDE Web:, está llevando a cabo estudios hidrogeológicos en varias zonas del país (Valle de Sula, Cordillera de Mico Quemado, Valle de Jamastrán, Siguatepeque, etc) y abastecimientos de agua a varias poblaciones del Valle de Sula, Danlí y Siguatepeque.
Agua Para el Pueblo es una Organización No Gubernamental Hondureña que lleva 20 años desarrollando trabajos en agua y saneamiento. Sus variados aportes en términos de tecnologías, metodologías de abordaje y de fines conceptuales han sido importantes en el desarrollo del subsector de agua y saneamiento del país. En la actualidad, APP como se conoce por sus siglas, está inmersa en un proyecto de renovación y de proyección de cara al nuevo marco jurídico sectorial (Ley Marco del Subsector de Agua y Saneamiento), donde se incluye el ensayo de nuevos enfoques de descentralización y participación de las municipalidades y el nivel local en la gestión para la construcción, administración y sostenibilidad de los sistemas de agua y saneamiento ambiental.
Ingeniería Sin Fronteras trabaja en Honduras desde 2008 en la zona del Golfo de Fonseca en colaboración con instituciones públicas y privadas de la zona, como Save The Children Honduras, CODDEFFAGOLF y la Alcaldía de Marcovia. Se trabaja a partir de Planes de Gestión Integral del Recurso Hídrico auxiliados con herramientas de apoyo a la toma de decisiones basados en sistemas de información geográfica (gvSIG FONSAGUA), que permiten conocer el estado de acceso al recurso en un área determinada (se suele trabajar con enfoque de microcuenca hidrográfica y municipio) y planificar las actuaciones en años sucesivos para alcanzar los objetivos de acceso al agua y saneamiento en la línea de los Objetivos de Desarrollo del Milenio y los Planes Nacionales de Saneamiento y Acceso a Agua Potable. A mayores se apoya la ejecución de infraestructuras dentro de estos Planes de Gestión Integral incluyendo formación en higiene y salud, protección del recurso y equidad de género.

## Eficiencia
Las pérdidas de agua o, en términos más precisos, el agua no facturada, se estima en un 50% en la capital, Tegucigalpa, y en 43% en San Pedro Sula, muy por encima de lo que se estima como un nivel eficiente. El sistema de agua potable de Tegucigalpa tiene más de 9 empleados por mil conexiones, unas tres veces más de lo que se considera un nivel eficiente. En el promedio de 70 ciudades del païs se estimó que los prestadores de servicios tenían 5.1 empleados por mil conexiones en 2012.

## Aspectos económicos

### Tarifas
Areas urbanas. La OMS estima que en el año 2000, la tarifa promedio de abastecimiento urbano de agua ascendía al equivalente de US$ 0.13 / m³. Una familia residente en Tegucigalpa, con conexión domiciliaria, pagaba solamente US$2.45 al mes por el servicio de agua y US$ 0.50 al mes por el de saneamiento. La mayoría de los usuarios tienen una cuota fija por falta de micromedición o por falta de lectura de los medidores. Es infrecuente que se autoricen alzas tarifarias y éstas son insuficientes para compensar la inflación, por lo que se genera una erosión de los niveles tarifarios reales. Las tarifas de los sistemas municipales tienden a ser aún más bajas que las de los sistemas operados por el SANAA. Según un estudio del Banco Mundial eso sugiere que en Honduras, el proceso de fijación de tarifas en el ámbito municipal puede ser más susceptible a las presiones políticas que en el ámbito nacional. El SANAA tiene una tarifa de alcantarillado sanitario que corresponde a 25% de la tarifa de agua.
Areas rurales. En áreas rurales son las Juntas de Agua las que fijan el nivel de tarifas. La gran mayoría de las tarifas están concebidas como una cuota fija. La tarifa promedia entre 1,002 Juntas en 2012 era de 24 lempiras (US$ 1,20) por mes,, mucho más que lo que se estimó en 2007 cuando se estimó este valor a 13,15 lempiras (US$ 0,68) por mes.

### Recuperación de gastos
En muchos municipios urbanos y localidades rurales los ingresos tarifarios no son suficientes para recuperar los gastos de operación y mantenimiento, sin hablar de los gastos de inversión.
En áreas rurales, según un estudio realizado en el año 2004, el 70% de las JAAS cobraban tarifas que cubrían gastos básicos de operación y mantenimiento del sistema. No obstante, la capacidad de acumulación de reservas es baja. El 80% de las JAAS reportaron dificultades en cobrar las tarifas.

### Inversiones

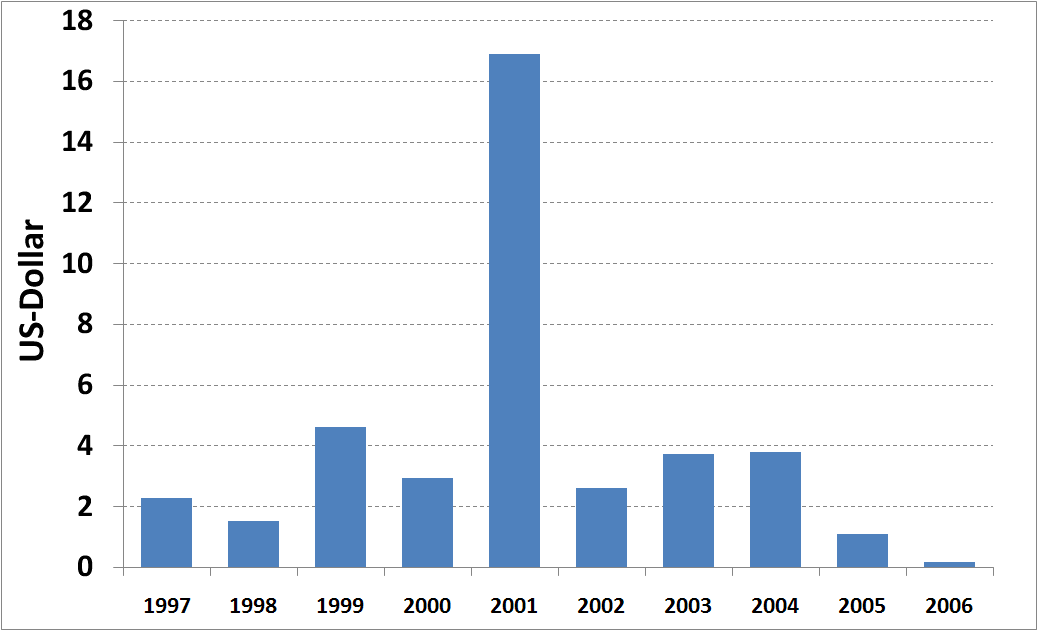
Inversión hondureña per cápita en el sector de agua potable y saneamiento entre 1997 y 2006 en dólares estadounidenses de 2006.

Según la Secretaría de Finanzas (SEFIN) un presupuesto de 862 millones de Lempiras (43 millones USD) ha sido aprobado para inversiones en agua potable y saneamiento en Honduras en 2013, correspondiente a 7 dólares por peresona y por año. Según la misma SEFIN, se invirtieron US$ 262 millones en el sector de agua potable y saneamiento entre 1997 y 2006. Es probable que estas cifras sean una subestimación. Sin embargo, según estas cifras se invirtieron en promedio US$ 4 per cápita por año. La inversión oscilaba entre US$ 1,1 y US$ 4,6, excepto en 2001 que fue excepcionalmente alto, llegando a US$ 16,9 per cápita. Este nivel muy alto se debió a las inversiones después del Huracán Mitch. Por otra parte, en el 2006 fue sólo de US$ 0.2 per cápita según SEFIN. El nivel promedio de inversión anual es parecido al de Costa Rica y México, pero más bajo que en Argentina, Perú y Colombia.
Las necesidades de inversiones superan las inversiones históricas. Únicamente para lograr ofrecer un servicio a nivel de los 850 barrios con que cuenta el Distrito Central de Tegucigalpa, es necesario contar con más de 365 millones de dólares (Unos 6,935 millones de lempiras), de acuerdo a la Unidad Ejecutora en Barrios en Desarrollo del Sanaa.

### Financiamiento
Se estimó que en 2013 las 79% de las inversiones en el sector son financiadas por donantes externos. Sin embargo, en áreas rurales las comunidades contribuyen con un mínimo del 30% de la inversión en forma de mano de obra no calificada, materiales locales y en algunos casos en efectivo. A veces los municipios contribuyen también con recursos en efectivo para financiar estas inversiones.

## Experiencias innovadoras
El SANAA ha establecido una Unidad Ejecutora de Barrios en Desarrollo (UEBD) para mejorar el servicio a los barrios en desarrollo al margen de la capital con el apoyo de Unicef y de otras agencias de apoyo externo.
Entre otros, el SANAA ha promovido desde 1995 la instalación de alcantarillado simplificado para reducir significativamente (más de 30%) los costos de inversión en estos barrios. Las comunidades han contribuido con un 50% de los costos. La inversión no es donada completamente a la comunidad, ya que la misma se devuelve parcialmente a un fondo rotatorio que es usado para reparaciones mayores. Se han construido alcantarillados sanitarios en 56 barrios, atendiendo una población de 47,550 habitantes.

## Cooperación externa
El sector de agua y saneamiento en Honduras recibe un apoyo significativo en términos de financiamiento y de asistencia técnica de una gran variedad de donantes. La cooperación externa gubernamental y multilateral se describe en orden alfabético a continuación. El apoyo de ONG se describe arriba en la sección sobre ONG.

### Alemania
Alemania apoyó al sector de agua a través de un programa multisectorial de desarrollo local en áreas rurales, llamado Programa FHIS-KfW VI y VII del KfW (Kreditanstalt fuer Wiederaufbau), ejecutado por el FHIS. El proyecto transfirió recursos financieros directamente a comunidades para que ellos ejecuten subproyectos que escogen ellos mismos, bajo una modalidad llamada Proyecto de Ejecución Comunitaria (PEC). Esta modalidad se usa también en proyectos financiados por el BM y el USAID. El proyecto intervino en las mancomunidades MANCURISJ en la Cuenca del Río San Juan en el departamento de Intibucá; COLOSUCA y CAFEG en el departamento de Lempira; y Río Higuito en Copán.

### Banco Interamericano de Desarrollo (BID)
- El Programa de Inversión en Agua Potable y Saneamiento (Crédito 1793) está financiado por un préstamo de US$ 30 millones (incluye 12 millones para obras de agua potable y 5 millones para obras de saneamiento) aprobado en 2007, como financiamiento suplementario a un préstamo del mismo nombre aprobado en 1999. Incluye asistencia técnica y obras civiles para municipalidades intermedias que reformarán la prestación de servicios de agua potable y saneamiento. Es ejecutado por el FHIS.[36]

- El proyecto de apoyo a la Implementación Sectorial de la Estrategia de Reducción de Pobreza es un proyecto de US$ 0.75 millones aprobado en 2004 y ejecutado por la Secretaría de Finanzas.[37]

- El proyecto de Fortalecimiento del Regulador de Agua Potable y Saneamiento es un proyecto de US$ 0.65 millones aprobado en 2004 y ejecutado por el ERSAPS.[38]

### Banco Mundial
El Proyecto de Modernización des Sector de Agua y Saneamiento (PROMOSAS) es un proyecto de US$ 35 millones (con US$ 30 millones a ser financiados por el Banco) aprobado en junio de 2007 y ejecutado por la Unidad Administradora de Proyectos (UAP) en la Secretaría de Finanzas. El proyecto apoya a la implementación del Plan Estratégico de Modernización del Sector de Agua y Saneamiento, creando o fortaleciendo entes prestadores municipales de agua y saneamiento, particularmente en ciudades donde los servicios van a ser transferidos del SANAA a los municipios. Son eligibles para el componente de inversiones y de asistencia técnica los siguientes municipios:(Choloma, Choluteca, Comayagua, Danlí, El Progreso, La Ceiba, La Lima, Puerto Cortés, Siguatepeque, y otros municipios más pequeños que decidan de agruparse para formar una empresa de servicios públicos común. El proyecto busca también a reducir las pérdidas de agua en Tegucigalpa y a fortalecer las instituciones del sector creados por la Ley Marco, tal como el ERSAPS y el CONASA.
El Proyecto de Infraestructura Rural (PIR) es un proyecto de US$ 47 millones aprobado en 2005 y ejecutado por el FHIS. Aproximadamente US$ 10 millones son previstos para inversiones de agua y saneamiento en seis mancomunidades del país: CRA en Santa Bárbara, Chortí en Copán, MANCEPAZ en La Paz, MAMNO en Olancho, Mambocaure en Choluteca y Guisayote en Ocotepeque.
El proyecto Barrio Ciudad es un proyecto de US$ 16.5 millones (con US$ 15 millones financiados por el Banco) aprobado por el Banco en julio de 2005 y ejecutado por el FHIS. Interviene en barrios marginales de las ciudades intermedias del país, incluyendo Comayagua, Danlí, Santa Rosa de Copán, El Progreso, Villanueva y Choloma.
El Global Partnership on Output Based Aid (GPOBA) del Banco Mundial está financiando un Proyecto de Ayuda en Función de Resultados (Proyecto OBA) de US$ 4.6 millones para la extensión de servicios de agua y saneamiento a 40,000 personas en áreas pobres. Es ejecutado por el FHIS y fue aprobado en junio de 2006. Mediante el proyecto OBA se transfieren recursos que son aplicados a subsidios directos a las tarifas o que subsidian las inversiones de capital requeridas para mejorar la prestación del servicio. Estos fondos son otorgados a proyectos de agua y saneamiento, que han resultado exitosos en la ejecución del programa de inversión y que han aplicado las reformas institucionales establecidas en la Ley Marco de Agua y Saneamiento.
El Programa de Agua y Saneamiento (PAS) del Banco Mundial brinda apoyo a Honduras a través de asistencia técnica y estudios.

### Canadá
Canadá a través de la Agencia Canadiense para el Desarrollo Internacional (ACDI) está apoyando al sector agua potable y saneamiento en Honduras por cuatro vías:
1. El proyecto PASOS (Proyecto de Agua y Saneamiento Sostenible), actualmente en su tercera fase (2006-2011) y ejecutado por la CARE, ha trabajado en dar acceso sostenible a servicios de agua potable y saneamiento en la Costa Norte de Honduras. La fase actual se enfoque en reforzar los mecanismos municipales para brindar servicios a comunidades rurales además del casco urbano en 7 municipalidades en Atlántida y Colon. La metodología, liderado por los equipos municipales, es altamente participativa e incluye componentes de protección de microcuencas y equidad de género. Hasta la fecha, el proyecto ha dado acceso a agua potable y saneamiento a más de 100,000 hondureños con una inversión de $15M.
2. UNICEF está ejecutando $4M de fondos canadienses para mejorar la calidad de agua, mejorar hábitos higiénicos, abogar para poblaciones con escasa cobertura en agua potable y saneamiento, y para pre-posicionamiento de recursos para emergencias en agua y saneamiento. El proyecto (2008-2011) trabaja a nivel nacional en 40 municipios y 15 barrios de Tegucigalpa en estrecha coordinación con el SANAA, SESAL/UGSA (Secretaría de Salud/Unidad de Gestión de Saneamiento Ambiental), y COPECO (Comisión Permanente de Emergencia y Contingencias).
3. Uno de los enfoques principales de la cooperación canadiense es el enfoque de cuencas. Canadá está planificando actualmente tres proyectos de manejo integral de cuencas en el

- Sur (Río Choluteca (media y baja), Río Nacaome (todo)),
- Norte (del Río Lancetilla/Bañaderos hasta Río Tocoa), y
- Occidente (Río Mejocote) del país (2009-2015).

En estos tres proyectos, agua potable y saneamiento van a figurar como uno de los usos principales del agua y va a tener un componente fuerte de inversión en el sector. Adicionalmente, se ve la disponibilidad de agua para el desarrollo económico sostenible como un elemento fundamental para la programación. En la región sur este puede incluir captación de agua de lluvia.
1. Canadá ha apoyado el país en recuperar servicios de agua potable y saneamiento después de desastres naturales. En el periodo post-Huracán Mitch, Canadá destinó una buena parte de su ayuda a sistemas de agua tanto en la Costa Norte como en Olancho. Más recientemente, Canadá está apoyando la rehabilitación de sistemas de agua potable y saneamiento después de Depresión Tropical 16 (octubre de 2008) en Yoro y la Costa Norte.

En el pasado, con el programa Pro-Mesas (2002-2008), Canadá apoyó la construcción de sistemas de agua potable y saneamiento en la Costa Norte (Tela, Tocoa, Río San Juan) y en Olancho (Río Telica). Además, se apoyan los procesos de declaratoria de microcuencas abastecedoras de agua, para asegurar la seguridad de las fuentes tanto en términos de calidad como cantidad.

### España
Desde La Agencia Asturiana de Cooperación al Desarrollo del Principado de Asturias Web: y el Ayuntamiento de Oviedo Web:, la ONGD Geólogos del Mundo Web: junto con ASIDE Web: como contraparte hondureña, lleva cinco años desarrollando proyectos de abastecimento de agua en tres zonas del país (Norte, Centro y Sur-Este), así como estudios hidrogeológicos en la Cordillera de Mico Quemado y Siguatepeque.Al día de hoy (agosto de 2011) más de 100.000 personas del Valle de Sula, Siguatepeque y Jamastrán se han beneficiado directamente de estos proyectos.
Geólogos del Mundo tiene suscritos convenios con ESNACIFOR
Web: Escuela Nacional de Ciencias Forestales),
La Municipalidad de Siguatepeque Web: y ECO-REDES (Fundación para la Restauración Ecológica y Desarrollo de Siguatepeque) para llevar a cabo un estudio hidrogeológico de Siguatepeque que ayude a un traspaso ordenado de las competencias del agua y saneamiento desde el SANAA (Servicio autónomo nacional de acueductos y alcantarillados) a la municipalidad y al COMAS (Comité de Agua y Saneamiento).
Se puede consultar dicho estudio ya finalizado en:Web: así como ver los resultados del PRIMER ENCUENTRO INTERNACIONAL DEL AGUA que tuvo lugar en Siguatepeque los días 23 y 24 de abril de 2010 en:
Web:
Ingeniería Sin Fronteras trabaja en la zona sur del país desde 2008, en el Golfo de Fonseca, con el apoyo de la AECID y la Junta de Galicia, en el ámbito del derecho al agua y el fortalecimiento institucional, con Save The Children Honduras, CODDEFFAGOLF y la Alcaldía de Marcovia.  Aquí:  se puede hacer seguimiento de sus actividades.

### Estados Unidos
USAID ha apoyado el sector de agua y saneamiento en Honduras desde 1960. Ha sido particularmente activo en áreas rurales desde hace 1980. Entre 1980 y 2006 se han invertido aproximadamente US$ 56 millones. Con estos recursos se han construido o reconstruido 3,469 sistemas de agua potable en todos los departamentos de Honduras. Las principales contrapartes han sido el SANAA y la Dirección de Infraestructura Mayor del FHIS. Participaron también numerosas ONG tal como la FUNDAPAT, Save the Children, PLAN de Honduras, Catholic Relief Services (CRS), Visión Mundial (World Vision), Proyecto Aldea Global (Global Village) y Water for the People.
A través de la DIM-FHIS se construyeron una serie de proyectos especialmente alcantarillados sanitarios.
Los sistemas de agua potable se construyeron por parte de las comunidades mismas que contribuyeron con su mano de obra, y ejecutados con materiales comprados y suministrados por parte del SANAA, con diseños hechos por ingenieros del SANAA. El personal del SANAA u ONG supervisaron la ejecución de las obras, llevaron a cabo la educación sanitaria y organizaron las Juntas de Agua. Un elemento clave de este método de intervención son los Técnicos de Operación y de Mantenimiento (TOM) y los Técnicos de Agua y Saneamiento (TAS) que brindan apoyo a las Juntas. El modelo desarrollado con el apoyo del USAID ha sido adoptado también en otras operaciones del SANAA.
Las intervenciones también utilizaron y mejoraron el Sistema de Información de Acueductos Rurales (SIAR), en uso desde hace 1986. El SIAR clasifica a los sistemas de agua potable en cuatro categorías (A, B, C y D) según su grado de funcionamiento. El SIAR es una herramienta importante para la planificación de inversiones y el monitoreo de la calidad de los servicios. Sigue funcionando y recibió recientemente el apoyo del Banco Mundial, para su actualización a través del Proyecto de Infraestructura Rural (PIR) ejecutado por el FHIS.
La cobertura de agua potable en áreas rurales se incrementó de 21% en 1974 a 71% en 2001, en gran medida debido a los programas apoyados por el USAID. En el periodo 1988-1999 80% del incremento en la cobertura fue debido al apoyo del USAID.

### Holanda
Los Países Bajos apoyan al sector a través del Centro Internacional de Agua y Saneamiento, IRC Archivado el 5 de noviembre de 2008 en Wayback Machine..
El IRC, a través de su programa RCD (siglas en inglés), impulsa el desarrollo del Centro Hondureño de Recursos en Conocimiento e Información en Agua y Saneamiento (CHRECIAS) de la RASHON. Según su sitio web, el RCD "constituye un intento excepcional de promover la gestión del conocimiento en el sector". CHRECIAS facilita procesos de aprendizaje en la búsqueda de asegurar las capacidades necesarias para una mayor gobernabilidad local en el sector y por ende mayores niveles de sostenibilidad de los servicios de agua potable y saneamiento. Las actividades que CHRECIAS desarrolla contemplan el desarrollo de conocimientos sobre nuevos temas (investigación aplicada) con activa participación de los principales actores en el sector (SANAA, FHIS y algunos ONG); la elaboración y diseminación de productos de información como son las hojas de campo, la revista CHAC e informes técnicos; el intercambio de experiencias a nivel nacional y con otras partes del mundo; la implementación de talleres de capacitación, y la influencia en las políticas del sector por ejemplo mediante la organización de seminarios, reuniones de trabajo y mediante su participación directa en el desarrollo del plan nacional de saneamiento.

### Italia

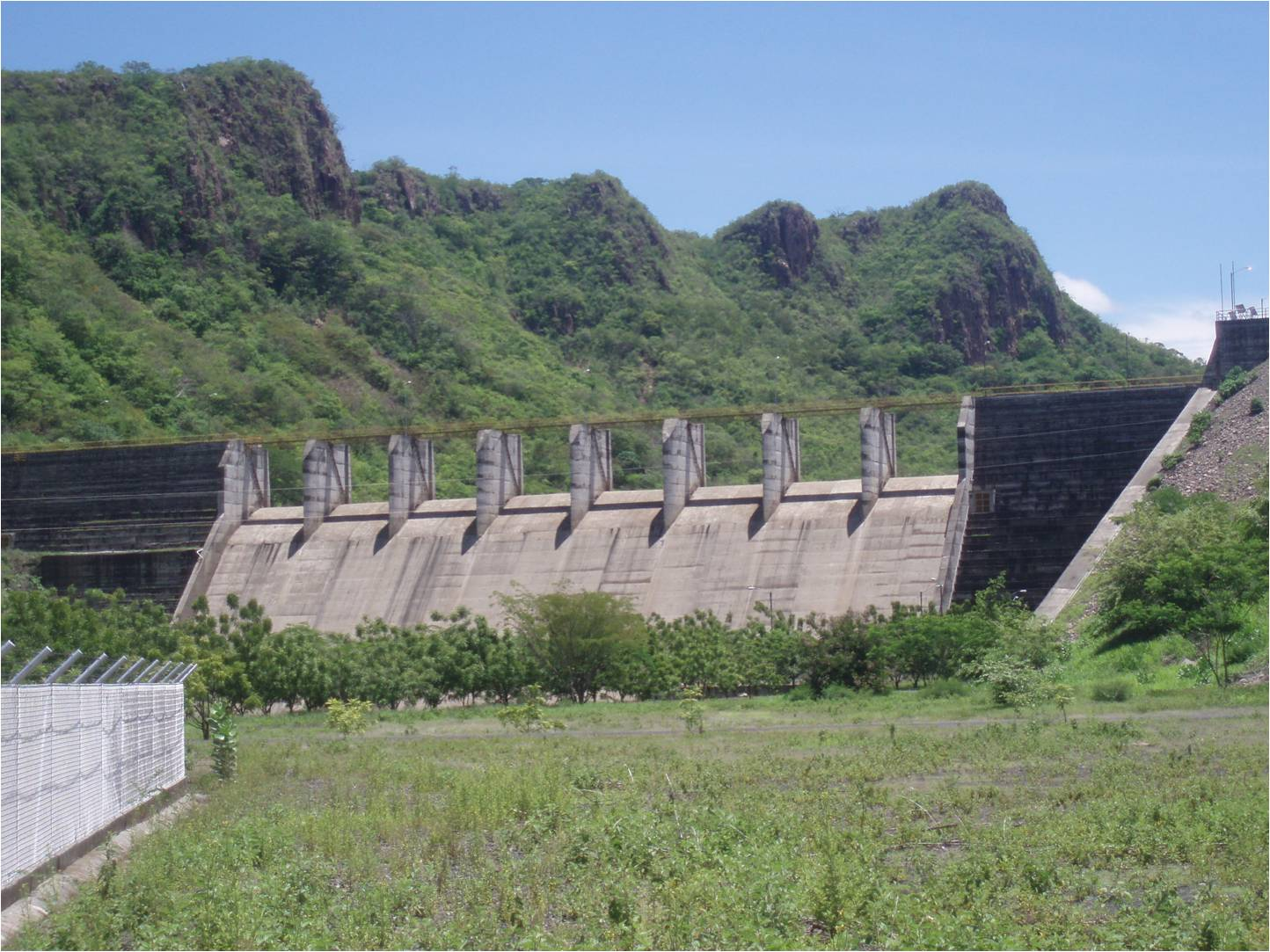
Represa sobre el río Nacaome, para el abastecimiento de agua potable a todo el valle.

La Cooperación Italiana financia intervenciones en el sector del agua potable en Honduras desde los años 1990. La principal intervención se ha centrado en el valle del río Nacaome, donde se ha construido la represa situada en el paraje conocido como Paso Real. La represa denominada José Cecilio del Valle fue concebida para usos múltiples, los principales son: abastecimiento de agua potable a 4 municipios situados en la cuenca baja del río Nacaome: San Antonio de Flores y Pespire en el Departamento de Choluteca, y Nacaome y San Lorenzo en el Departamento de Valle; el segundo uso más prioritario es el riego de hasta unas 5.000 ha en la parte baja de la cuenca; en tercer lugar, en cuanto a prioridades, la represa asegura caudal y energía potencial para la generación de Energía Eléctrica, (la central hidroeléctrica fue financiada por la Cooperación Española); adicionalmente la represa tiene un significativo rol en el control de avenidas, y en garantizar el caudal ecológico en el río durante todo el período seco, que se extiende de octubre hasta abril. Desde la entrada en operación del Acueducto Regional del Valle de Nacaome en el 2005, la Cooperación Italiana está apoyando la consolidación del acueducto, con vistas a garantizar su sostenibilidad, con base en la gestión local. Actualmente (2009) el acueducto potabiliza 310 l/s en 5 plantas de tratamiento, y abastece a las 4 áreas urbanas de los cuatro municipios mencionados y distribuye agua a 80 comunidades rurales
La Cooperación Italiana interviene conjuntamente con la Unión Europea para financiar el mejoramiento del tratamiento de las aguas servidas de Tegucigalpa.

### Suiza
La Agencia Suiza para el Desarrollo y la Cooperación (COSUDE) apoya al Programa Agua y Saneamiento en Honduras que se encuentra en su IV Fase (2008-2011). Esa fase tiene un presupuesto de 5,76 millones de dólares. El proyecto trata de mejorar el acceso al agua potable limpia y al saneamiento en el sector rural, por medio de actividades directas de apoyo así como la participación en diálogos políticos del sector.
Este objetivo se pretende alcanzar mediante dos líneas de acción:
1. Apoyo a las instituciones del sector agua y saneamiento para la implementación de la reforma sectorial y de su formulación desde una perspectiva de lucha contra la pobreza.
2. Mejorar el acceso a agua potable y saneamiento de la población más pobre del país con medidas de apoyo directo, principalmente en los departamentos Intibucá y El Paraíso. Se sigue un modelo descentralizado que pone a las organizaciones locales como ejecutores de sus propios proyectos, con el apoyo de un facilitador, para fortalecer sus capacidades y mejorar la apropiación y la sostenibilidad de los proyectos.[56]

### Unicef
UNICEF ha apoyado al SANAA desde 1987, inicialmente a nivel periurbano en el Distrito Central y luego, desde 1999 en el medio rural. Unicef va a apoyar al SANAA y varios municipios en la elaboración de Planes Municipales de Agua.

### Unión Europea
Los dos principales proyectos de la UE en el sector de agua potable y saneamiento en Honduras son el Programa Regional de Reconstrucción para América Central (PRRAC) y el Proyecto Fortalecimiento de la Gestión Local de los Recursos Naturales en las Cuencas de los Ríos Patuca, Choluteca y Negro (FORCUENCAS). La UE financió también un proyecto para el desarrollo local y la descentralización. Este proyecto brinda apoyo presupuestario directamente a municipios.
Programa Regional de Reconstrucción para América Central (PRRAC). La Unión Europea apoyo el sector de agua y saneamiento en Honduras a través de varios proyectos. El Programa Regional de Reconstrucción para América Central (PRRAC) ha sido dotado de un presupuesto de 250 millones de Euros a nivel regional, de los cuales, 119 millones han sido atribuidos a Honduras. Su objetivo principal ha sido la construcción de obras de infraestructura en las áreas de educación, salud y agua y saneamiento. La inversión prevista solamente en el sector de agua y saneamiento es de 64 millones de euros. El proyecto está a punto de terminarse.
El PRRAC AGUA asistió a la rehabilitación de acueductos, pozos y saneamiento básico a nivel rural de Honduras, por 26.3 millones de Euros. Se han construido 34,419 letrinas, 2,333 pozos y 567 acueductos, permitiendo a la fecha servir y educar en higiene sanitaria a 56,702 familias y fortalecer las juntas de agua en 1364 comunidades rurales de los Departamentos de Gracias a Dios, Colón, El Paraíso, Francisco Morazán y Valle.
En el marco del PRRAC Saneamiento Líquido y Sólido en Ciudades Intermedias, por 11 millones de Euros, se realizó la construcción y el equipamiento de un moderno relleno sanitario en Talanga y se está terminando la rehabilitación, ampliación o construcción de seis sistemas de alcantarillado sanitario y planta de tratamiento de aguas residuales en seis ciudades intermedias del país: Talanga, Tocoa, Catacamas, Puerto Lempira, Paraíso y Nacaome. Se han fortalecido las estructuras municipales de servicios de agua y saneamiento en estas mismas ciudades.
En el marco del PRRAC ASAN, Proyecto de agua potable y saneamiento en Barrios Marginales de Tegucigalpa, con 26.7 millones de Euros, se instalaron sistemas de agua potable para el sector noroeste de la capital (capacidad para 108.000 habitantes); se realizó también la instalación de colectores de aguas negras en los barrios de la zona sur este de Tegucigalpa (cuenca hidrográfica de agua salada-capacidad para 360.000 habitantes) los cuales serán conducidos a una moderna planta depuradora que contribuye al saneamiento del Río Choluteca.
Proyecto Fortalecimiento de la Gestión Local de los Recursos Naturales en las Cuencas de los Ríos Patuca, Choluteca y Negro (FORCUENCAS). El Proyecto Fortalecimiento de la Gestión Local de los Recursos Naturales en las Cuencas de los Ríos Patuca, Choluteca y Negro (FORCUENCAS), es resultado de un acuerdo entre el Gobierno de Honduras y la Unión Europea suscrito en 1999. Su objetivo es el de contribuir a conservar, recuperar y aprovechar racionalmente el patrimonio ambiental de Honduras, con vista a permitir el mejoramiento sostenido de las condiciones de vida de la población y la reducción de la pobreza. Busca además fortalecer la gestión local de los recursos naturales en un marco de desarrollo sostenible con base en el ordenamiento territorial y el manejo integral de cuencas hidrográficas bajo un enfoque de descentralización y amplia participación comunitaria. El monto total del proyecto es de 40,721,000 Euros, destinado exclusivamente para obras la cantidad de 21,250,000 Euros.

## Otras publicaciones (no incluidas en las referencias)
- La Inclusión del enfoque de equidad de género en el sector de agua y saneamiento en Honduras: Diagnóstico y propuesta 2007
- Serie Oro Azul, Guía para la implementación de servicios de AYS Rural en Honduras
- LOS PROCESOS DE GESTION DE INFORMACION E INTERCAMBIO DE CONOCIMIENTO RED DE AGUA Y SANEAMIENTO DE HONDURAS